# Fotoelektrokemična celica
Fotoelektrokemična celica (ang. Photoelectrochemical cells - PEC) je sončna celica, ki proizvaja električno energijo ali pa proizvaja vodik, podobno kot pri elektrolizi vode.

## Fotogeneracijska celica
Ta tip celice elektrolizira vodo v vodik in kisik, tako da obseva anodo z elektromagnetnim sevanjem. Kdaj se uporablja tudi termin umetna fotosinteza. Ta koncept omogoča shranjevanje sončne energije v obliki vodika.